# Ola Svein Stugu
Ola Svein Stugu (1947 i Oppdal- ) er en norsk historiker, forfatter og professor ved institutt for historie og klassiske fag på Norges teknisk-naturvitenskapelige universitet i Trondheim. Stugu blev cand. philol. i 1976 ved Universitetet i Oslo med historie som hovedfag og virkede som lærer, i den offentlige forvaltning og opgaveforskning frem til 1993. Stugu blev førsteamanuensis ved historisk institutt og Universitetet i Trondheim i 1994, før han i 2001 blev professor samme sted.
Stugu har skrevet flere bøger og andre publikationer inden for kulturhistorie, byhistorie og historiedidaktik, blandt andet Trøndelags historie for perioden efter 1945. Han er desuden viceleder af Norsk senter for bygdeforskning.

## Forfatterskab
- Da myra ble by (Trondheim 1991)
- "Kundskabsbyen 1964-1997" (Trondheims historie, bind 6; Oslo 1997)
- "Velstandens tid" (Trøndelags historie, bind 3; 2005, s. 357-490)
- "Mot et urbanisert land? 1920-2000" (Norsk byhistorie: urbanisering gjennom 1300 år (medforfatter, Del IV, Oslo 2006; ISBN 82-530-2882-2)